# Bruncher
Bruncher foi uma banda de Leeds, na Inglaterra.

## Biografia
A banda surgiu em 1982, assim que 4 antigos amigos, Ryan Vlaider (vocal e guitarra), Terry Timhowmey (teclado e guitarra), Bruce Jerry (baixo) e Carl Kroity (bateria), se uniram para fazer um rock com várias influências mas que soasse atual, por isso nunca tiveram problemas em definir o som. 
O inicio foi muito ruim pois a banda (com o nome de The Grudgers) conseguia apenas pequenos espetáculos em bares. Certo dia, Ryan chegou em um ensaio com duas músicas, Blame e Turn Up The Lights To Hell, uma música que Ryan tinha feito no dia anterior. Enquanto Blame era mais rápida, mais agressiva e falava sobre o atual governo de Leeds, Turn Up The Lights To Hell era um rock que tinha uma atmosfera espacial, tratava sobre a vida de um casal que vivia de drogas e que um dia eles acordaram com pensamentos pessimistas. No mesmo ensaio a banda mudou o nome para Bruncher, lugar onde a avó de Bruce trabalhou quando conheceu seu namorado, que escondia a identidade de estuprador. Logo depois disso, Ryan pediu para um amigo que tinha um estúdio, 4 horas, para eles gravarem uma música, que seria Blame.
Em 1984, Blame começou a fazer sucesso nas rádios e a banda conseguiu fazer vários espetáculos pela Inglaterra e um contrato com o selo Die/Lot. O único problema era que a música era tachada de "uma cópia mal-feita do rock de hoje em dia", o que deixou os músicos em baixa. No final do mesmo ano, a banda lançou seu primeiro álbum, Bruncher que tinha como 11ª faixa, Turn Up The Lights To Hell, que ganhava destaque, apesar de não ser muito tocada. O disco teve boa repercussão, nada demais, mas conseguiu mostrar que conseguia se diferenciar de bandas da época. O disco mostrava que o rock feito pelo Bruncher conseguia mostrar várias influencias, desde blues até surf music.
Após a turnê do disco, que durou de janeiro até dezembro de 1985, e que teve vários problemas com a polícia por dirigirem embriagados e por posse ilegal de drogas, a banda voltou para Leeds com sua vida normal, sem contar nada para ninguém. Somente 3 meses depois que eles anunciaram uma pausa nas atividades porque não aguentavam mais o cansaço que foi a turnê e que queriam acalmar um pouco as agitadas vidas, causando uma decepção profunda entre os fãs.
Dois anos depois, em março de 1987, a banda voltou à ativadade e gravou 8 - To 11, um disco com as mesmas bases do primeiro, só que com acrecsentos da moderna música eletrônica, esquecendo um pouco a autenticidade. O álbum não foi criticado mas teve muita pouca repercussão, pois a banda ficou muito tempo inativa e perdeu vários fãs. Cinco dias após fazer uma pequena turnê até junho, a banda anunciou o fim das atividades. Durante esse tempo, Ryan criou seu estúdio em Leeds e virou empresário, Bruce foi para a India e formou sua própria banda de música étnica, Bruce Jerry & Indian Oceans. Além de ter participado de vários projetos, Terry criou sua própria empresa de computação e tecnologia e Carl esqueceu completamente o ramo da música e virou advogado.
Em 1989, a Die/Lot relança a música que viria ser o maior sucesso da banda, Turn Up The Lights To Hell. A música acabou virando um hit no cenário indie da Inglaterra, alcançando níveis aos quais a banda nunca conseguiu chegar quando ainda existia. Em 1994, depois de tanto pedidos, a banda fez um espetáculo comemorativo de 10 anos do seu primeiro sucesso. Este espetáculo foi um sucesso para os padrões da banda, pois foram mais de 2 mil pessoas para o verem. Em 2002, a banda cogitou a ideia de um segundo show extra para comemorar os 20 aos, mas dois anos depois desistiu da ideia. Em 2006, a Die/Lot fez Bright: The Best Of Bruncher.
A banda nunca fez muito sucesso, assim como o selo Die/Lot, ambos já acabaram e não têm site. Existem certas músicas da banda que são encontradas em sites de P2P e somente existem matérias sobre eles em revistas da época.

## Discografia

### Álbuns de estúdio
- Bruncher - 1984
- 8 - To 11 - 1987

### EP
- Arranged & Violent - 1984
- Rusty - 1988
- EP Limited Edition For 10 Years Of The First Hit - 1994

### Colêtaneas
- Hip! - 1985 (relançamento de 5 músicas da banda)
- Bright: The Best Of Bruncher - 2005

### Singles
- "Blame" - 1984
- "Night Flavors" - 1985
- "Turn Up The Lights To Hell" - 1985
- "Rusty" - 1987
- "Total Ideas" - 1987
- "Turn Up The Lights To Hell" (relançamento) - 1989
- "Richs" (lançamento digital) - 2004

## Videografia
- Blame - 1983 (versão caseira)
- Blame - 1984
- Night Flavors - 1985
- Rusty - 1987
- Turn Up The Lights To Hell - 1989 (mas gravado em 1985)
- Cleaned Pictures - 2006 (clipe em homenagem a banda)